# Patate de Saint-Malo
La patate de Saint-Malo est un bonbon en forme de petite pomme de terre nouvelle à base d'amandes pilées, de liqueur de kirsch et de cacao. Cette confiserie a été créée dans les années 1920. 